# Храм Святого Иоанна (Сорол)
Храм Святого Иоанна (арм. Սուրբ Յովհաննէս Եկեղեցի) — недействующая церковь в иранской деревне Сорол (шахрестан Шабестар, Восточный Азербайджан), также известная как   
храм Сохракех (Sohraqeh Church).
Существующий кирпичный трёхкупольный храм был возведён в 1840 году Самсон-ханом (урождённый Самсон Яковлевич Маки́нцев, 1776—1849), являвшимся генералом русского батальона персидской армии «Бехадыран» (он же «Батальон богатырей»), на средства состоятельного армянина Хагубова. Здание построено на фундаменте древнего армянского храма, возведённого в V—VI веках и к тому времени стоявшего в руинах.
Храм армянского обряда относится к Армянской католической церкви; в настоящее время не используется — богослужения прекратились после Второй мировой войны из-за эмиграции из страны армян-христиан.
В 1936 году церковь сильно пострадала от землетрясения, после чего оконные и дверные проёмы были заложены[уточнить].
В 1968 году здание было включено в список национального наследия Ирана (№ 766). В 2020 году проводилась его частичная реставрация: было проведено усиление основной конструкции, возведены подпорные стены для стабилизации грунта от возможного оползня, также заделаны небольшие трещины в стенах.

## Архитектура
Храм возведён из кирпича. Длина здания — 18,45 м. Ширина составляет 4,5 м, в районе алтаря — 5,7 м. Центральная часть прямоугольная в плане, с востока к ней примыкает алтарная часть, а с запада — вестибюль. Храм имеет три купола: над западным входом возвышается восьмигранная колокольня, увенчанная веерообразным пирамидальным куполом, над центральным залом — большой конический купол и над алтарем — небольшой купол также с восьмигранной пирамидальной крышей.

## Галерея

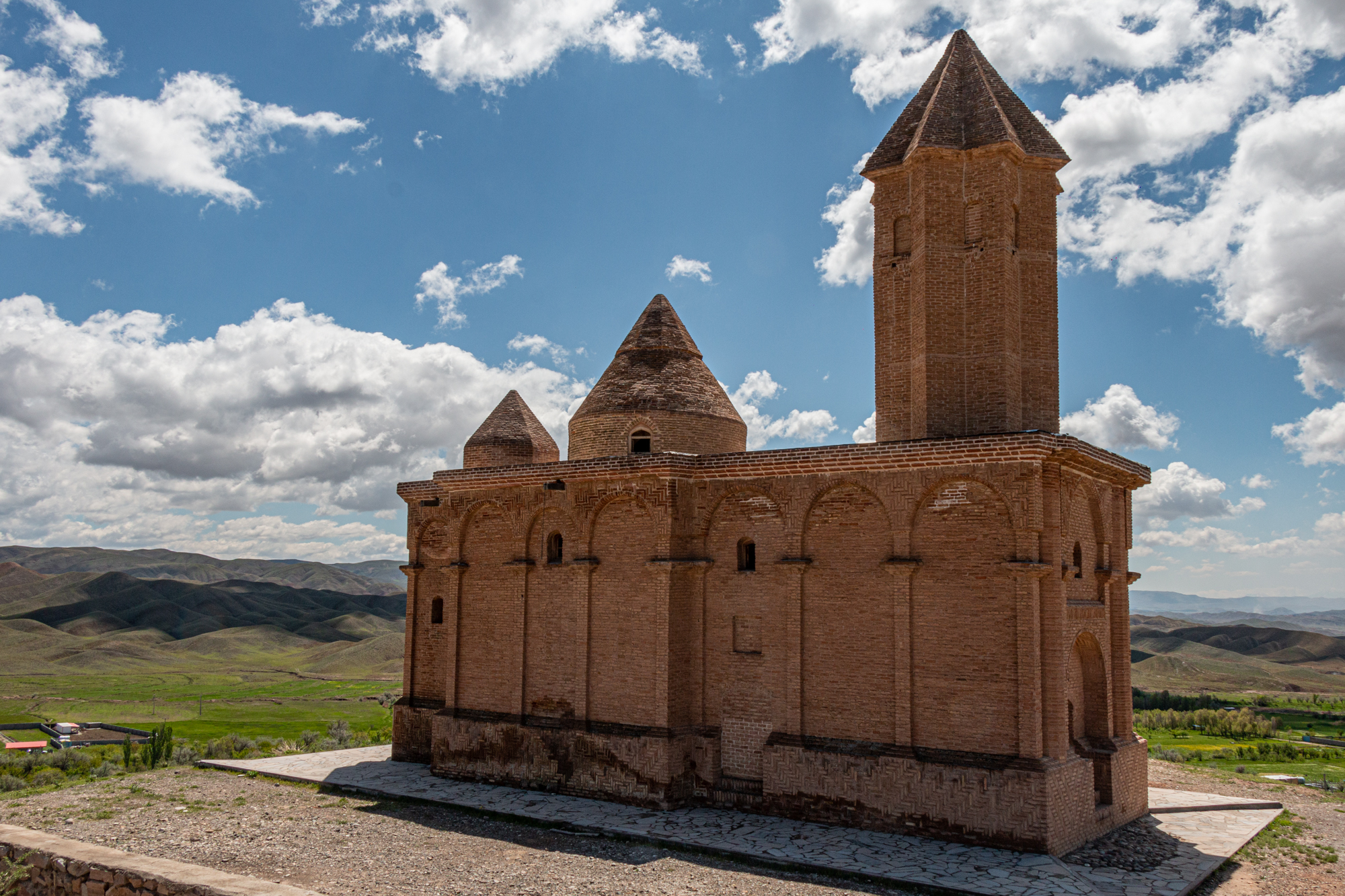
Вид на храм
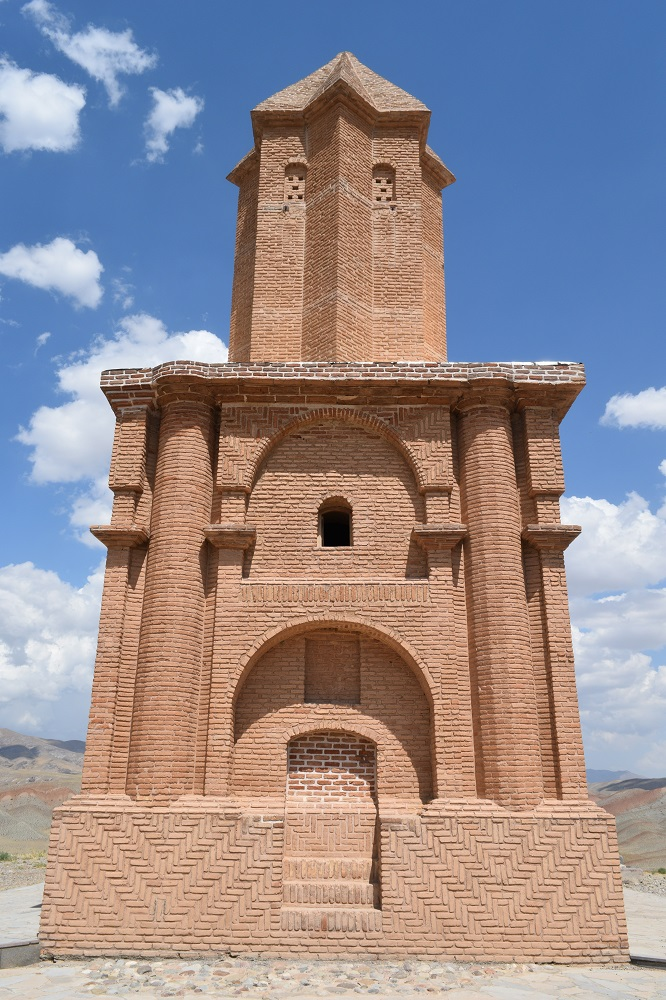
Колокольня храма
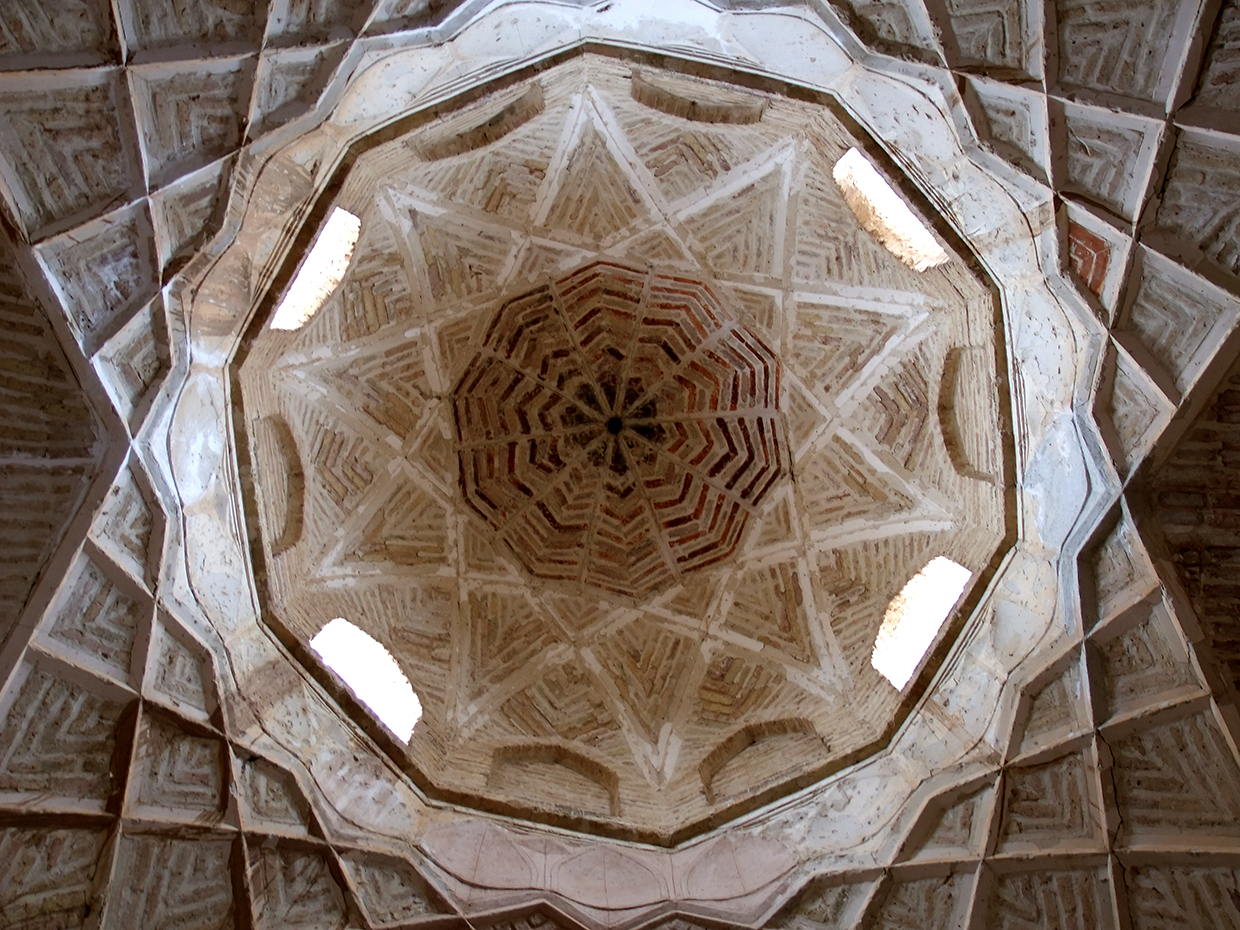
Интерьер. Один из трёх куполов храма
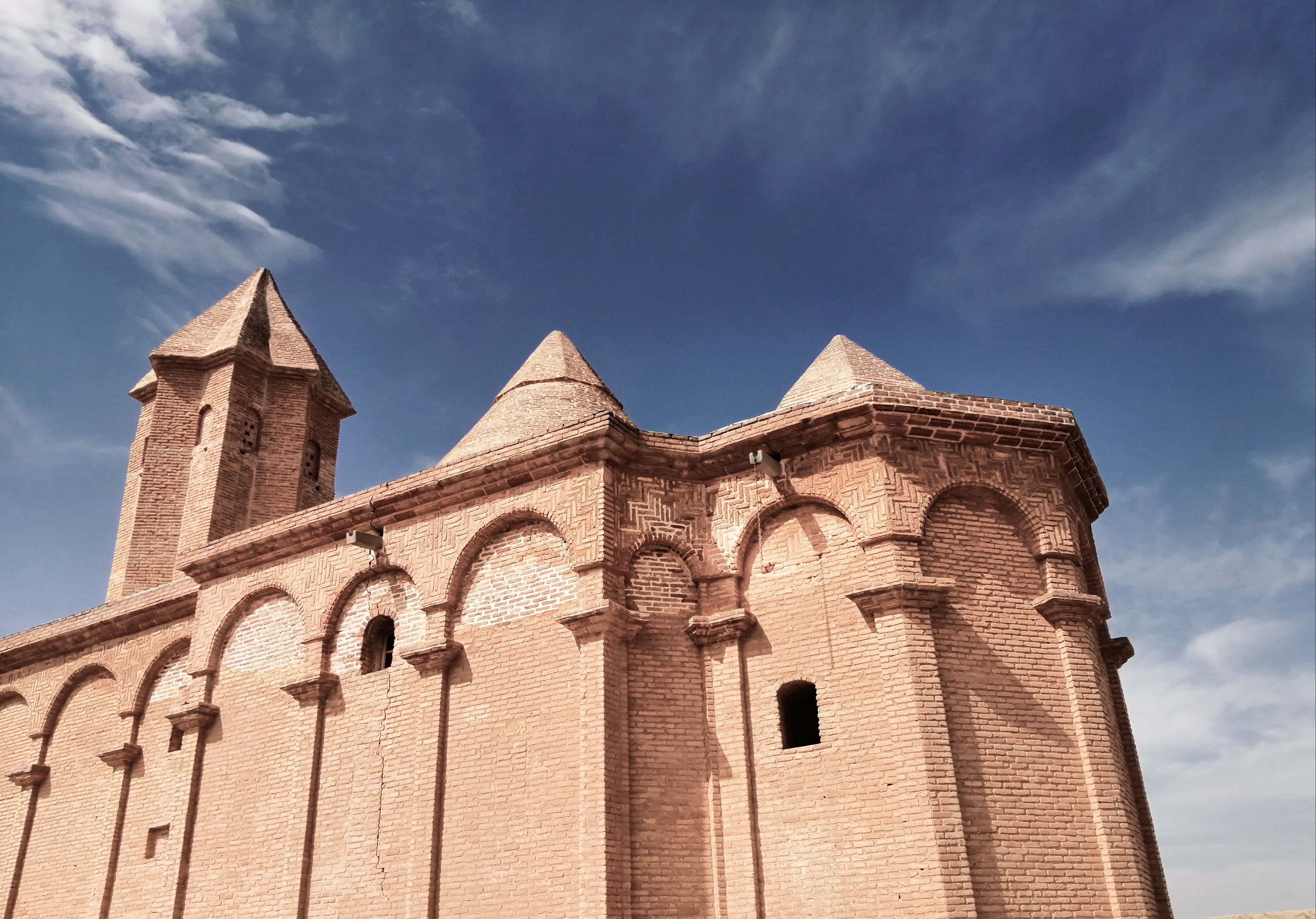
Аркатура фасадных стен
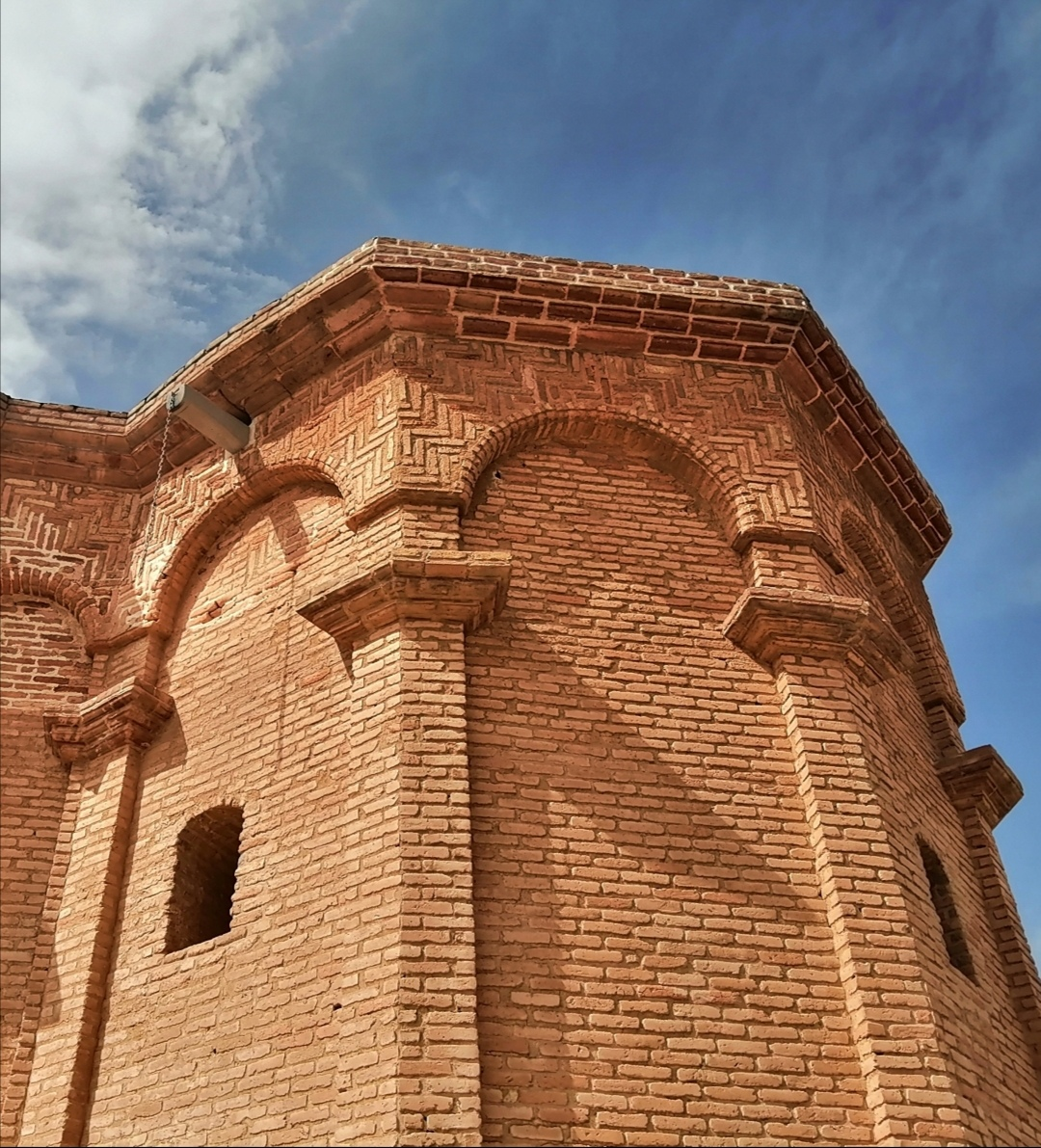
Фрагмент кирпичной кладки